# Nephodia costistigmata
Nephodia costistigmata är en fjärilsart som beskrevs av Paul Dognin 1892. Nephodia costistigmata ingår i släktet Nephodia och familjen mätare. Inga underarter finns listade i Catalogue of Life.